# Kate Nash
Kate Marie Nash (1987. július 6.) egy BRIT- és NME díjas angol  énekesnő.

## Biográfia[4]
Kate Nash Londonban született 1987. július 6-án, és még gyerekkorában az észak-londoni Harrowba költözött. Zongorázni tanult az iskolában, és érdekelte a színészkedés is, de egy visszautasítás a Bristol Old Vic Theatre Schooltól összetörte reményeit a színházi karrierrel kapcsolatban. Egy lábsérülést követően, mely arra kényszerítette, hogy otthon maradjon, míg csontjai begyógyulnak, Nash a dalszerzésre összpontosított. Adott egy helybéli koncertet, ahol előadta feldolgozásait és betegeskedése alatt írt dalait.
Végül Nash feltöltött párat saját szerzeményeiből a MySpace-oldalára, ahol elkezdett támogatást kapni történetet elmesélő dalaiért; sajátos londoni akcentussal adtak elő őket, Lily Allenhez nagyon hasonló módon, aki az évben még korábban lett híres. Csakugyan, a két nő igazi baráttá vált saját MySpace-oldalukon keresztül.
Nash debütáló megjelenése egy interneten elérhető kislemez volt, a Caroline's a Victim, ami tartalmazott még egy akusztikus számot, a Birdsöt, melyet a londoni független kiadó, a Moshi Moshi Records adott ki. Ez vezetett a Fiction kiadóhoz. Kiadták első igazi kislemezét, a Foundationst, ami mindenki meglepetésére második lett a slágerlistán, és öt hétig maradt az 2007 nyarán. Nash különböző fesztiválokon tűnt fel azon a nyáron, többek közt a 02 Wireless Festivalon, az Isle of Wighton, a Glastonburyn és a Latitude Festivalon, illetve számos alkalommal televíziós szereplései is voltak (Later with Jools Holland, The Jack Daniels Set, Popworld, The Friday Night Project).
A kislemez sikere után megjelent a debütáló album 2007 augusztusában Made of Bricks címmel. Közel 60 ezer eladott példánnyal az első lett a slágerlistákon.

## Diszkográfia

### Albumok
- 2007 Made of Bricks
- 2010 My Best Friend Is You
- 2010 Girl Talk

### Kislemezek
- 2007 Caroline's a Victim
- 2007 Foundations
- 2007 Mouthwash
- 2007 Pumpkin Soup
- 2008 Merry Happy
- 2010 Do-Wha-Doo
- 2010 Kiss That Grrrl
- 2010 Later One
- 2013 3AM
- 2013 OMYGOD!
- 2013 Fri-End?